# Ривсвил (Јужна Каролина)
Ривсвил (енгл. Reevesville) град је у америчкој савезној држави Јужна Каролина.

## Демографија
По попису из 2010. године број становника је 196, што је 11 (-5,3%) становника мање него 2000. године.
| Група             | 2000.       | 2010.       |
| Белци             | 161 (77,8%) | 161 (82,1%) |
| Афроамериканци    | 45 (21,7%)  | 29 (14,8%)  |
| Азијати           | 0 (0,0%)    | 1 (0,5%)    |
| Хиспаноамериканци | 0 (0,0%)    | 0 (0,0%)    |
| Укупно            | 207         | 196         |